# Colin Reynolds
Pour les articles homonymes, voir Reynolds.
Colin Reynolds  est un homme politique canadien du Manitoba. Il est élu député fédéral conservateur de la circonscription manitobaine d'Elmwood—Transcona en 2025. Il a été élu aux élections fédérales de 2025 en battant la députée sortante Leila Dance. Il s'était auparavant présenté sans succès comme candidat à l'élection partielle d'Elmwood—Transcona de 2024, remportée par Leila Dance.
Avant son entrée en politique, il exerce comme électricien dans le domaine de la construction.